# Mark Hunter (canottiere)
Mark John Hunter (Londra, 1º luglio 1978) è un canottiere britannico, vincitore della medaglia d'oro nel 2 di coppia pesi leggeri a Pechino 2008 e d'argento a Londra 2012, assieme a Zac Purchase.

## Palmarès
- Olimpiadi

Pechino 2008: oro nel 2 di coppia pesi leggeri.
Londra 2012: argento nel 2 di coppia pesi leggeri.
- Campionati del mondo di canottaggio

2007 - Monaco di Baviera: bronzo nel 2 di coppia pesi leggeri.
2010 - Cambridge: oro nel 2 di coppia pesi leggeri.